# Jiří Krouský
Jiří Krouský (24. dubna 1812 Katusice – 27. října 1887 Praha) byl český lektor těsnopisu.

## Život
Narodil se jako syn Felixe Krouského, sedláka z Katusic č.d. 12, a Kateřiny, dcery Tomáše Pecháčka ze Skalska č.d. 8. Vystudoval gymnázium v Mladé Boleslavi a filozofii v Praze. Pak vyučoval na soukromém gymnáziu Josefa Jungmanna. V roce 1845 se účastnil kurzů těsnopisu, které v Praze pořádal Hynek Jakub Heger (k dalším posluchačům patřili např. Josef Jungmann, Šebestián Hněvkovský, Josef Franta Šumavský, František Ladislav Rieger a Václav Bělský). Krouský byl jeden z prvních, kdo absolvoval zkoušky a od roku 1847 vyučoval těsnopis na univerzitě i soukromě. Roku 1861 zasedal v komisi pro Fügnerovu cenu za nejlepší převod gabelsberské soustavy do češtiny. Sám se snažil zdokonalit Hegerův systém a mírně upravenou verzi zpočátku i vyučoval, ale pokusů zanechal poté, co komise Pražského spolku stenografů vydala oficiální pravidla. Roku 1865 se společně s Eduardem Novotným stal členem zkušební komise pro kandidáty učitelství stenografie.
Krouský vyučoval těsnopis čtyřicet let. Měl zásluhy o rozvoj tohoto oboru v Čechách i o udržení jednoty písma. V roce 1884 se stal čestným členem Prvního pražského spolku stenografů.

## Rodina
- Mladší bratranec Jan Krouský byl veřejně činný statkář a podnikatel.[2]
- Syn Ladislav Krouský (1866-1929)[4] se stal lékařem. Roku 1899 založil ve Stupčicích u Benešova populární sanatorium (ze známých osobností zde pobývali např. Jaroslav Vrchlický a Růžena Svobodová) a do konce života ho vedl.[5]